# Erioptera rex
Erioptera rex är en tvåvingeart som beskrevs av Alexander 1952. Erioptera rex ingår i släktet Erioptera och familjen småharkrankar.
Artens utbredningsområde är Myanmar. Inga underarter finns listade i Catalogue of Life.